# Julio Aguilar
Julio Aguilar, vollständiger Name Julio César Aguilar Insaurralde, (* 14. Juli 1990 in Buenos Aires) ist ein argentinischer Fußballspieler.

## Karriere
Der 1,80 Meter große Offensivakteur Aguilar gehörte zu Beginn seiner Karriere in der Apertura 2010 und der Clausura 2011 dem Kader des venezolanischen Klubs Yaracuyanos FC an. In jener Saison bestritt er 28 Partien in der Primera División und schoss vier Tore. Von Juli 2011 bis Juli 2013 war der Club Atlético Huracán sein Arbeitgeber. Zur Apertura 2013 wechselte er zum Club Atlético Cerro. Dort kam er in zwölf Spielen der Primera División zum Einsatz. Einmal traf er ins gegnerische Tor. Nach der Clausura 2014 verließ Aguilar die Montevideaner mit unbekanntem Ziel. Seit Anfang Mai 2015 wird er als Spieler des Club Jorge Newbery de Villa Mercedes aus Argentinien geführt.